# Irradiación solar

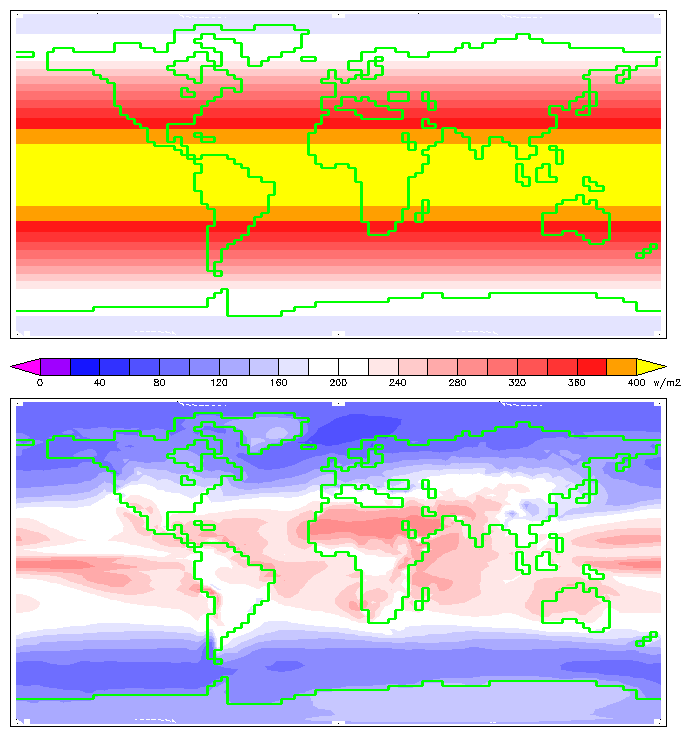
El efecto escudo de la atmósfera terrestre sobre la radiación solar. La imagen superior es la irradiación solar media anual (o insolación) en la parte superior de la atmósfera terrestre (TOA); la imagen inferior muestra la insolación anual que llega a la superficie de la Tierra después de atravesar la atmósfera. Téngase en cuenta que las dos imágenes utilizan la misma escala de color

La irradiancia solar es la potencia por unidad de área recibida del Sol en forma de radiación electromagnética medida en el rango de longitud de onda del instrumento de medición. La irradiancia solar se mide en watts por metro cuadrado (W/m2) en  unidades SI. La radiación solar a menudo se integra durante un período de tiempo determinado para informar la energía radiante emitida en el entorno circundante ( joules por metro cuadrado, J/m2 ) durante ese período de tiempo. Esta irradiancia solar integrada se denomina irradiación solar, exposición solar, insolación solar o insolación.
La irradiación se puede medir en el espacio o en la superficie de la Tierra después de la absorción y  dispersión atmosférica. La irradiancia en el espacio es una función de la distancia al Sol, el ciclo solar y los cambios entre ciclos. La irradiación en la superficie de la Tierra depende además de la inclinación de la superficie de medición, la altura del sol sobre el horizonte y las condiciones atmosféricas. La radiación solar afecta el  metabolismo de las plantas y el comportamiento animal.
El estudio y la medición de la irradiación solar tienen varias aplicaciones importantes, incluida la predicción de la generación de energía de las  plantas de energía solar, las cargas de calefacción y refrigeración de los edificios y la modelización del clima y la previsión meteorológica.

## Tipos

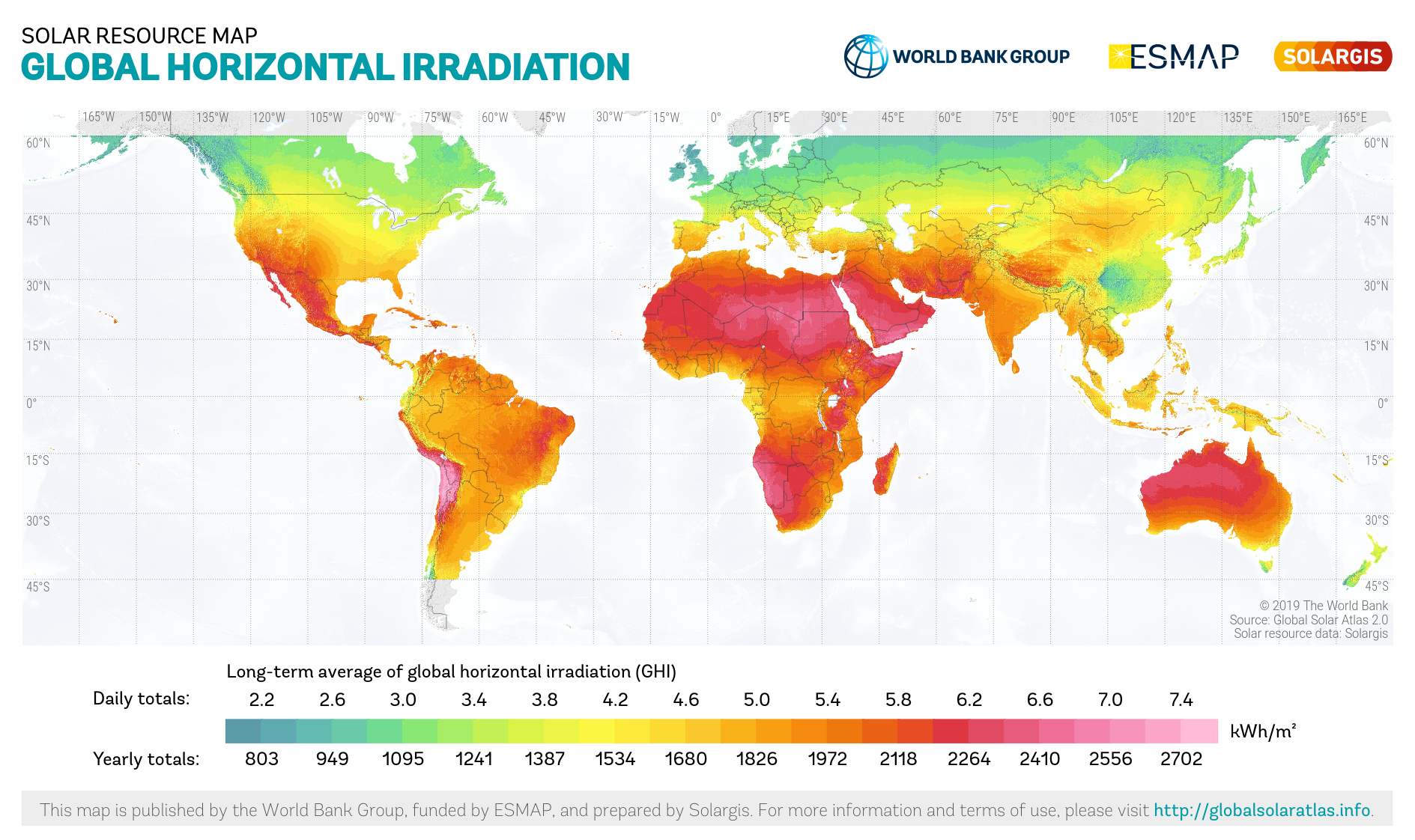
Global Map of Global Horizontal Radiation

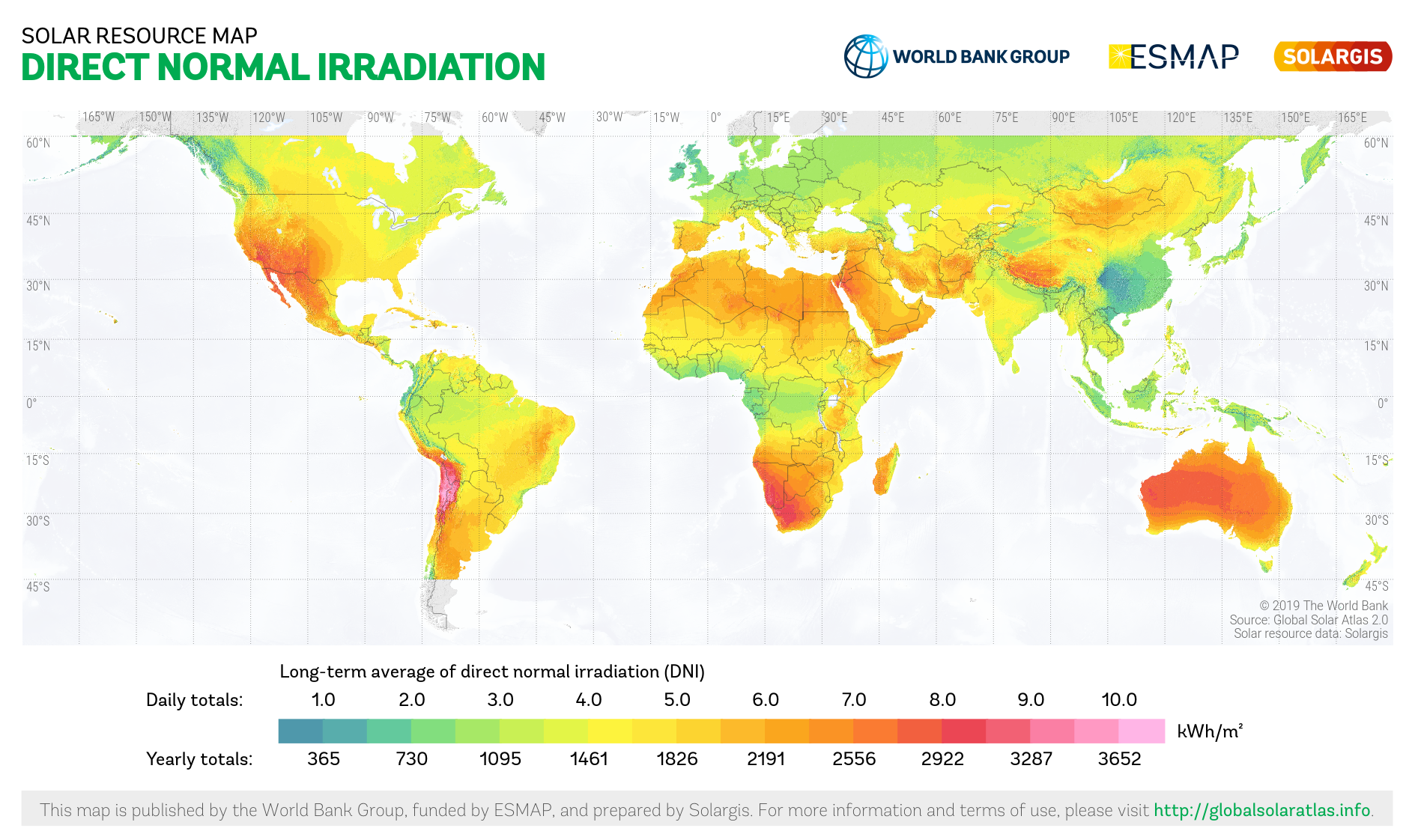
Global Map of Direct Normal Radiation

- La Irradiancia Solar Total (TSI) es una medida de la energía solar en todas las longitudes de onda por unidad de superficie que incide en la atmósfera superior de la Tierra. Se mide perpendicularmente a la luz solar entrante.[2] La constante solar es una medida convencional de la TSI media a una distancia de una unidad astronómica (UA).
- Irradiancia normal directa (DNI), oradiación del rayo, se mide en la superficie de la Tierra en un lugar determinado con un elemento de superficie perpendicular al Sol.[5] Excluye la radiación solar difusa (radiación que se dispersa o refleja por componentes atmosféricos). La irradiancia directa es igual a la irradiancia extraterrestre sobre la atmósfera menos las pérdidas atmosféricas debidas a la absorción y a la dispersión. Las pérdidas dependen de la hora del día (la longitud del recorrido de la luz a través de la atmósfera depende del  ángulo de elevación solar), de la nubosidad, del contenido de humedad y de otros contenidos. La irradiancia por encima de la atmósfera también varía con la época del año (porque la distancia al sol varía), aunque este efecto es generalmente menos significativo comparado con el efecto de las pérdidas en el DNI.
- Irradiancia Horizontal Difusa (DHI), o Radiación Difusa del Cielo es la radiación en la superficie de la Tierra procedente de la luz dispersada por la atmósfera. Se mide en una superficie horizontal con la radiación procedente de todos los puntos del cielo, excluyendo la radiación circunsolar (radiación procedente del disco solar).[5][6] Casi no habría DHI en ausencia de atmósfera.[5]
- Irradiancia Horizontal Global (GHI) es la irradiancia total del sol sobre una superficie horizontal de la Tierra. Es la suma de la irradiancia directa (después de tener en cuenta el ángulo cenital solar del sol z) y la irradiancia horizontal difusa:[7]
{\displaystyle {\text{GHI}}={\text{DHI}}+{\text{DNI}}\times \cos(z)}
- Irradiancia global inclinada (GTI) es la radiación total recibida en una superficie con inclinación y azimut definidos, fijos o con seguimiento del sol. La GTI puede medirse[6] o modelarse a partir de GHI, DNI, DHI.[8][9][10] Suele ser una referencia para las centrales fotovoltaicas, mientras que los módulos fotovoltaicos se montan en las construcciones fijas o de seguimiento.
- Irradiancia Global Normal (GNI) es la irradiancia total del sol en la superficie de la Tierra en un lugar determinado con un elemento de superficie perpendicular al Sol.

## Unidades
La unidad SI de irradiancia es vatio por metro cuadrado (W/m2 = Wm−2).
Una unidad de medida alternativa es el Langley (1 caloría termoquímica por centímetro cuadrado o 41,840 J/m2 ) por unidad de tiempo.
La industria de la energía solar utiliza Kilovatio hora por metro cuadrado (kWh/m2) por unidad de tiempo. La relación con la unidad SI es así:
1 kW/m2 × (24 h/día) = (24 kWh/m2)/día
(24 kWh/m2)/día × (365 días/año) = (8760 kWh/m2)/año.

## Irradiación en la parte superior de la atmósfera

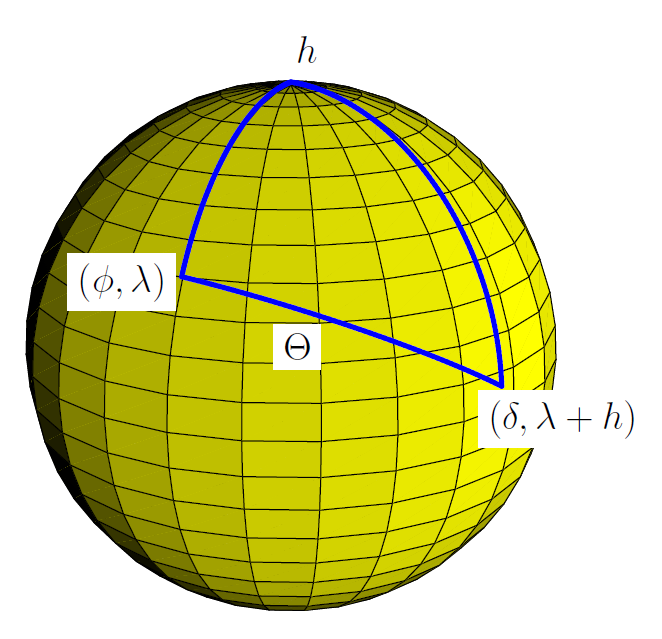
Triángulo esférico para la aplicación de la ley esférica de los cosenos para el cálculo del ángulo cenital solar Θ para el observador en latitud φ y longitud λ a partir del conocimiento del ángulo horario h y de la declinación solar δ. (δ es la latitud del punto subsolar, y h es la longitud relativa del punto subsolar).

La radiación solar media anual que alcanza la parte superior de la atmósfera terrestre es de unos 1361 W/m2. Esto representa la potencia por unidad de área de la irradiancia solar a través de la superficie esférica que rodea al Sol con un radio igual a la distancia a la Tierra (1 UA). Esto significa que el disco aproximadamente circular de la Tierra, visto desde el Sol, recibe aproximadamente 1361 W/m2 estables en todo momento. El área de este disco circular es πr2, dónde r es el radio de la Tierra. Como la Tierra es aproximadamente esférica, tiene un área total {\displaystyle 4\pi r^{2}}, significa que la radiación solar que llega a la parte superior de la atmósfera, promedio sobre toda la superficie de la Tierra, se divide simplemente por cuatro para obtener 340 W/m2. En otras palabras, con un promedio del año y el día, la atmósfera terrestre recibe 340 W/m2 del Sol. Esta cifra es importante en el forzamiento radiativo.

### Derivación
La distribución de la radiación solar en la parte superior de la atmósfera está determinada por la esfericidad de la Tierra y los parámetros orbitales.
Esto se aplica a cualquier haz unidireccional incidente en una esfera giratoria.
La insolación es esencial para la predicción numérica del tiempo y para entender las estaciones y el cambio climático. La aplicación a las eras glaciares se conoce como ciclos de Milankovitch.
La distribución se basa en una identidad fundamental de la trigonometría esférica, la ley esférica de los cosenos:
{\displaystyle \cos(c)=\cos(a)\cos(b)+\sin(a)\sin(b)\cos(C)}
donde a, b y c son longitudes de arco, en radianes, de los lados de un triángulo esférico. C es el ángulo en el vértice opuesto al lado que tiene la longitud del arco c. Aplicado al cálculo del ángulo cenital solar Θ, lo siguiente se aplica a la ley esférica de los cosenos:
{\displaystyle C=h}
{\displaystyle c=\Theta }
{\displaystyle a={\tfrac {1}{2}}\pi -\phi }
{\displaystyle b={\tfrac {1}{2}}\pi -\delta }
{\displaystyle \cos(\Theta )=\sin(\phi )\sin(\delta )+\cos(\phi )\cos(\delta )\cos(h)}
Esta ecuación también puede derivarse de una fórmula más general:
{\displaystyle {\begin{aligned}\cos(\Theta )=\sin(\phi )\sin(\delta )\cos(\beta )&+\sin(\delta )\cos(\phi )\sin(\beta )\cos(\gamma )+\cos(\phi )\cos(\delta )\cos(\beta )\cos(h)\\&-\cos(\delta )\sin(\phi )\sin(\beta )\cos(\gamma )\cos(h)-\cos(\delta )\sin(\beta )\sin(\gamma )\sin(h)\end{aligned}}}
donde β es un ángulo respecto a la horizontal y γ es un ángulo acimut.

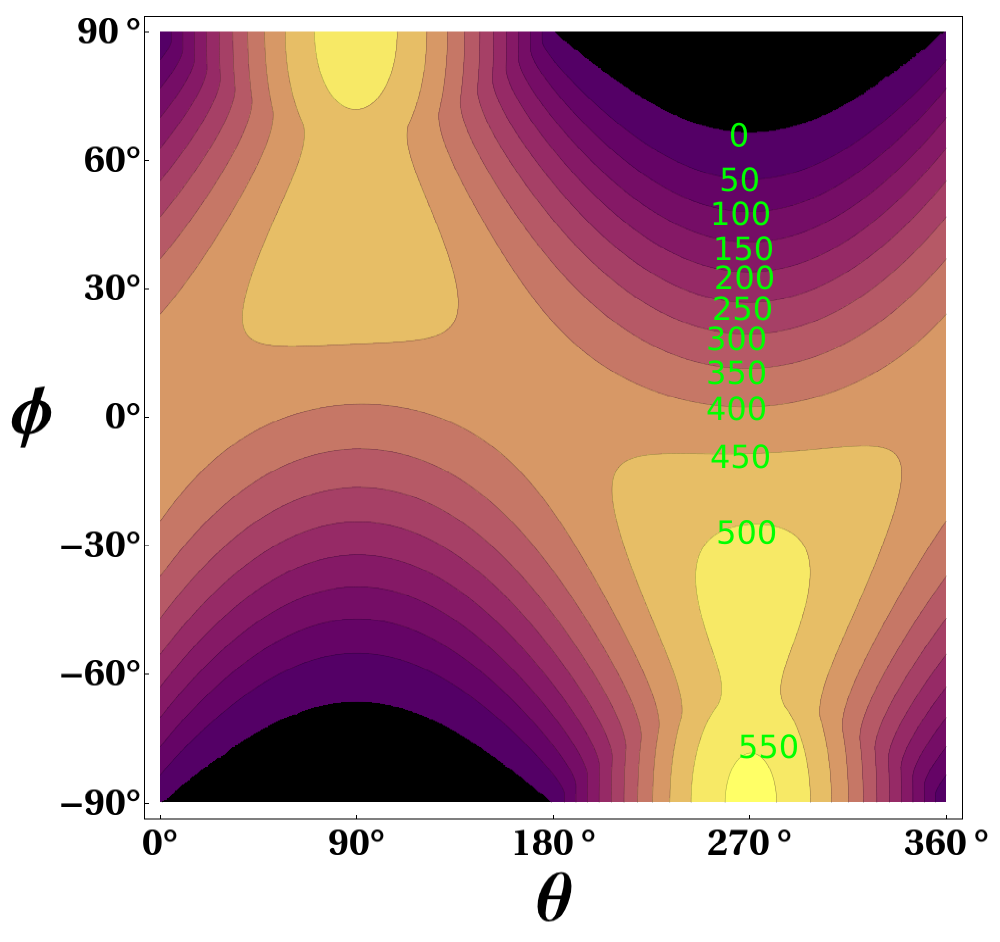
, la irradiación media diaria teórica en la parte superior de la atmósfera, donde θ es el ángulo polar de la órbita de la Tierra, y θ = 0 en el equinoccio de primavera, y θ = 90 ° en el solsticio de verano; φ es la latitud de la Tierra. El cálculo supuso unas condiciones adecuadas para el año 2000 d.C.: una constante solar de S_{0} = 1367 W m^{− 2}, oblicuidad de ε = 23.4398°, longitud del perihelio de ϖ = 282.895°, excentricidad e = 0.016704. Las etiquetas de contorno (verdes) están en unidades de m^{−2}.

Se puede indicar la separación de la Tierra del Sol RE y se puede indicar la distancia media R0, aproximadamente 1 unidad astronómica (UA). Se denota la constante solar. S0. La densidad de flujo solar (insolación) sobre un plano tangente a la esfera de la Tierra, pero por encima de la mayor parte de la atmósfera (elevación 100 km o más) es:
{\displaystyle Q={\begin{cases}S_{o}{\frac {R_{o}^{2}}{R_{E}^{2}}}\cos(\Theta )&\cos(\Theta )>0\\0&\cos(\Theta )\leq 0\end{cases}}}
La media de Q durante un día es la media de Q en una rotación, o el ángulo horario que progresa desde h = π a h = −π:
{\displaystyle {\overline {Q}}^{\text{día}}=-{\frac {1}{2\pi }}{\int _{\pi }^{-\pi }Q\,dh}}
Permitir h0 sea el ángulo horario cuando Q deviene positivo. Esto podría ocurrir en la salida del Sol cuando {\displaystyle \Theta ={\tfrac {1}{2}}\pi }, o po h0 como solución de
{\displaystyle \sin(\phi )\sin(\delta )+\cos(\phi )\cos(\delta )\cos(h_{o})=0\,}
o
{\displaystyle \cos(h_{o})=-\tan(\phi )\tan(\delta )}
Si tan(φ)tan(δ) > 1, entonces el Sol no se pone y el Sol ya ha salido h = π, so ho = π. Si tan(φ)tan(δ) < −1, el Sol no sale y {\displaystyle {\overline {Q}}^{\text{día}}=0}.
{\displaystyle {\frac {R_{o}^{2}}{R_{E}^{2}}}} es casi constante a lo largo de un día y se puede sacar fuera de la integral
{\displaystyle {\begin{aligned}\int _{\pi }^{-\pi }Q\,dh&=\int _{h_{o}}^{-h_{o}}Q\,dh\\&=S_{o}{\frac {R_{o}^{2}}{R_{E}^{2}}}\int _{h_{o}}^{-h_{o}}\cos(\Theta )\,dh\\&=S_{o}{\frac {R_{o}^{2}}{R_{E}^{2}}}\left[h\sin(\phi )\sin(\delta )+\cos(\phi )\cos(\delta )\sin(h)\right]_{h=h_{o}}^{h=-h_{o}}\\&=-2S_{o}{\frac {R_{o}^{2}}{R_{E}^{2}}}\left[h_{o}\sin(\phi )\sin(\delta )+\cos(\phi )\cos(\delta )\sin(h_{o})\right]\end{aligned}}}
Por lo tanto:
{\displaystyle {\overline {Q}}^{\text{día}}={\frac {S_{o}}{\pi }}{\frac {R_{o}^{2}}{R_{E}^{2}}}\left[h_{o}\sin(\phi )\sin(\delta )+\cos(\phi )\cos(\delta )\sin(h_{o})\right]}
Sea θ el ángulo polar convencional que describe una órbita planetaria. Dejar θ = 0 en el equinoccio vernal. La declinación δ en función de la posición orbital es
{\displaystyle \delta =\varepsilon \sin(\theta )}
donde ε es la oblicuidad. (Nota: la fórmula correcta, válida para cualquier inclinación axial, es {\displaystyle \sin(\delta )=\sin(\varepsilon )\sin(\theta )}.) La longitud del perihelio ϖ convencional se define en relación con el equinoccio vernal, por tanto, para la órbita elíptica:
{\displaystyle R_{E}={\frac {R_{o}}{1+e\cos(\theta -\varpi )}}}
o
{\displaystyle {\frac {R_{o}}{R_{E}}}={1+e\cos(\theta -\varpi )}}
Con conocimientos de ϖ, ε y e a partir de cálculos astrodinàmics i So a partir de un consenso de observaciones o teoría, {\displaystyle {\overline {Q}}^{\text{día}}} puede calcularse para cualquier latitud φ y θ. Debido a la órbita elíptica, y como consecuencia de la segunda ley de Kepler, θ no progresa uniformemente con el tiempo. Sin embargo, θ = 0° es exactamente el momento del equinoccio de primavera, θ = 90° es exactamente la época del solsticio de verano, θ = 180° es exactamente la época del equinoccio de otoño y θ = 270° es exactamente la época del solsticio de invierno.
Una ecuación simplificada para la irradiancia en un día dado es:
{\displaystyle Q\approx S_{0}\left(1+0.034\cos \left(2\pi {\frac {n}{365.25}}\right)\right)}
donde n es un número de un día del año.

### Variación
Irradiancia solar total (TSI) cambia lentamente en períodos decenales y más largos. La variación durante el ciclo solar 21 fue de unos 0,1% (cima a pico). A diferencia de las reconstrucciones más antiguas, las reconstrucciones más recientes de la TSI apuntan a un aumento de sólo entre el 0,05% y el 0,1% entre el Mínimo de Maunder del siglo XVII y la actualidad.
La irradiancia ultravioleta (EUV) varía aproximadamente un 1,5 por ciento desde los máximos hasta los mínimos solares, para longitudes de onda de 200 a 300 nm. Sin embargo, un estudio de proxy estima que la UV ha aumentado un 3,0% desde el mínimo de Maunder.

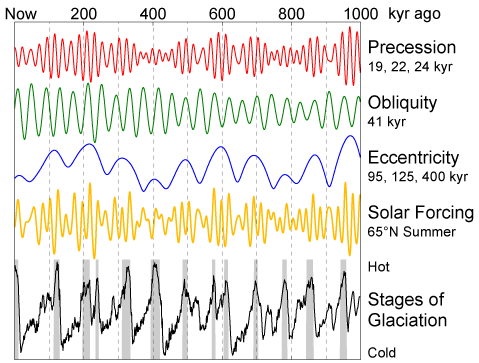
Variaciones en la órbita terrestre, cambios resultantes en el flujo de energía solar a latitudes altas y los ciclos glaciares observados.

Algunas variaciones en la insolación no se deben a los cambios solares sino más bien al movimiento de la Tierra entre su perihelio y afelio, o cambios en la distribución latitudinal de la radiación. Estos cambios orbitales o ciclos de Milankovitch han provocado variaciones de radiación de hasta un 25% (localmente; los cambios medios globales son mucho más pequeños) durante períodos largos. El evento significativo más reciente fue una inclinación axial de 24° durante el verano boreal cerca del óptimo climático del Holoceno.
La obtención de una serie temporal para {\displaystyle {\overline {Q}}^{\mathrm {day} }} para una determinada época del año, y una latitud particular, es una aplicación útil en la teoría de los ciclos de Milankovitch. Por ejemplo, en el solsticio de verano, la declinación δ es igual a la oblicuidad ε. La distancia del sol es
{\displaystyle {\frac {R_{o}}{R_{E}}}=1+e\cos(\theta -\varpi )=1+e\cos \left({\frac {\pi }{2}}-\varpi \right)=1+e\sin(\varpi )}
Para el cálculo de este solsticio de verano, el papel de la órbita elíptica está totalmente contenido dentro del producto importante {\displaystyle e\sin(\varpi )}, el índice de precesión, cuya variación domina las variaciones de la insolación a 65° N cuando la excentricidad es grande. Durante los próximos 100 000 años, con las variaciones en la excentricidad relativamente pequeñas, las variaciones en la oblicuidad dominan.

### Medida
El registro TSI basado en el espacio incluye medidas de más de diez radiómetros y abarca tres ciclos solares.
Todos los instrumentos de satélite TSI modernos utilizan radiometría de sustitución eléctrica de cavidad activa. Esta técnica mide el calentamiento eléctrico necesario para mantener una cavidad ennegrecida de absorción en equilibrio térmico con la luz solar incidente que atraviesa una apertura de precisión del área calibrada. La apertura se modula mediante un obturador. Se requieren incertidumbres de precisión del <0,01% para detectar variaciones de la irradiancia solar a largo plazo, dado que los cambios esperados se encuentran entre 0,05 y 0,15 W/m2 por siglo.

#### Calibración intertemporal
En órbita, las calibraciones radiométricas se desplazan por razones que incluyen la degradación solar de la cavidad, la degradación electrónica del calentador, la degradación superficial de la apertura de precisión y las emisiones y temperaturas superficiales variables que alteran los fondos térmicos. Estas calibraciones requieren compensación para preservar medidas consistentes.
Por varias razones, las fuentes no siempre están de acuerdo. Los valores de la Solar Radiation and Climate Experiment/Total Irradiance Measurement (SORCE/TIM) son inferiores a las mediciones anteriores de Earth Radiometer Budget Experiment (ERBE) en el Earth Radiation Budget Satellite (ERBS), VIRGO al Solar Heliospheric Observatory (SoHO) y los instrumentos ACRIM en la Solar Maximum Mission (SMM), Upper Atmosphere Research Satellite (UARS) y ACRIMSAT. Las calibraciones en el suelo previas al lanzamiento se basaban en mediciones de componentes más que a nivel de sistema, ya que los estándares de irradiancia en ese momento no tenían suficiente precisión absoluta.
La estabilidad de la medida implica exponer diferentes cavidades del radiómetro a distintas acumulaciones de radiación solar para cuantificar los efectos de degradación que dependen de la exposición. Estos efectos se compensan después en los datos finales. Los solapamientos de observación permiten corregir tanto los desplazamientos absolutos como la validación de las derivas instrumentales.
Las incertidumbres de las observaciones individuales superan la variabilidad de la irradiancia (~0,1%). Por tanto, se basa en la estabilidad del instrumento y la continuidad de la medida para calcular las variaciones reales.
Las derivas del radiómetro a largo plazo pueden confundirse potencialmente con variaciones de irradiancia que pueden interpretarse erróneamente como efectos sobre el clima. Algunos ejemplos incluyen el problema del aumento de la irradiancia entre los mínimos del ciclo en 1986 y 1996, evidente sólo en el compuesto ACRIM (y no el modelo) y los niveles bajos de irradiancia en el compuesto PMOD durante el mínimo de 2008.
A pesar de que ACRIM I, ACRIM II, ACRIM III, VIRGO y TIM siguen la degradación con cavidades redundantes, se mantienen diferencias notables e inexplicables en la irradiancia y las influencias moldeadas de manchas solares y faculae.

#### Incoherencias persistentes
El desacuerdo entre las observaciones superpuestas indica derivas no resueltas que sugieren que el registro de la TSI no es suficientemente estable para discernir los cambios solares en escalas de tiempo decenales. Sólo el compuesto ACRIM muestra que la irradiancia aumenta ~1 W/m2 entre 1986 y 1996; este cambio también está ausente en el modelo.
Las recomendaciones para resolver las discrepancias del instrumento incluyen la validación de la precisión de la medida óptica mediante la comparación de instrumentos terrestres con referencias de laboratorio, como las del Instituto Nacional de Ciencia y Tecnología (NIST) ; La validación del NIST de las calibraciones del área de apertura utiliza repuestos de cada instrumento; y aplicando correcciones de difracción desde la apertura que limita la visión.
Para ACRIM, el NIST determinó que la difracción de la apertura limitadora de visión aporta una señal del 0,13% que no se tiene en cuenta en los tres instrumentos ACRIM. Esta corrección reduce los valores de ACRIM informados, acercando ACRIM a TIM. En ACRIM y en el resto de instrumentos menos TIM, la apertura es profundamente dentro del instrumento, con una apertura limitadora de visión mayor en la parte frontal. Dependiendo de las imperfecciones de los bordes, esto puede dispersar directamente la luz en la cavidad. Este diseño admite en la parte frontal del instrumento de dos a tres veces la cantidad de luz a medir; si no se absorbe o se dispersa completamente, esta luz adicional produce señales erróneamente altas. En cambio, el diseño de TIM coloca la apertura de precisión delante de forma que sólo entre la luz deseada.
Las variaciones de otras fuentes probablemente incluyen una sistemática anual en los datos ACRIM III que está casi en fase con la distancia Sol-Terra y picos de 90 días en los datos VIRGO coincidentes con las maniobras de la nave espacial SoHO que fueron más evidentes durante el mínimo solar de 2008

#### TSI Radiometer Facility
La alta precisión absoluta de TIM crea nuevas oportunidades de medir variables climáticas. El TSI Radiometer Facility (TRF) es un radiómetro criogénico que funciona en el vacío con fuentes de luz controladas. L-1 Standards and Technology (LASP) diseñó y construyó el sistema, finalizado en 2008. Se calibró para la potencia óptica con el radiómetro de vatios ópticos primarios del NIST, un radiómetro criogénico que mantiene la escala de potencia radiante del NIST con una incertidumbre del 0,02% (1σ). A partir de 2011, TRF fue la única instalación que se acercaba a la incertidumbre <0,01% deseada para la validación previa al lanzamiento de los radiómetros solares que medían la irradiancia (en lugar de sólo potencia óptica) a niveles de energía solar y en condiciones de vacío.
El TRF incluye tanto el radiómetro de referencia como el instrumento a prueba en un sistema de vacío común que contiene un haz de iluminación estacionario y uniforme espacialmente. Una apertura de precisión con un área calibrada al 0,0031% (1σ) determina la parte medida del haz. La apertura de precisión del instrumento de prueba se coloca en la misma ubicación, sin alterar ópticamente el haz, para una comparación directa con la referencia. La potencia del haz variable proporciona diagnósticos de linealidad y diagnósticos de diámetro del haz variable de dispersión de distintos componentes del instrumento.
Las escalas absolutas de los instrumentos de vuelo Glory/TIM y PICARD/PREMOS ahora se pueden trazar en el TRF tanto en potencia óptica como en irradiancia. La alta precisión resultante reduce las consecuencias de cualquier vacío futuro en el registro de irradiación solar.
| Instrumento      | Irradiancia, apertura limitante la visión exceso de llenado | Irradiancia, apertura de precisión plena | Diferencia atribuible al error de dispersión | Error de potencia óptica medida | Acuerdo de irradiación residual | Incertidumbre |
| ---------------- | ----------------------------------------------------------- | ---------------------------------------- | -------------------------------------------- | ------------------------------- | ------------------------------- | ------------- |
| Tierra SORCE/TIM |                                                             | −0.037%                                  |                                              | −0.037%                         | 0.000%                          | 0.032%        |
| Vuelo Glory/TIM  |                                                             | −0.012%                                  |                                              | −0.029%                         | 0.017%                          | 0.020%        |
| Tierra PREMOS-1  | −0.005%                                                     | −0.104%                                  | 0.098%                                       | −0.049%                         | −0.104%                         | ∼0.038%       |
| Vuelo PREMOS-3   | 0.642%                                                      | 0.605%                                   | 0.037%                                       | 0.631%                          | −0.026%                         | ∼0.027%       |
| Tierra VIRGO-2   | 0.897%                                                      | 0.743%                                   | 0.154%                                       | 0.730%                          | 0.013%                          | ∼0.025%       |

#### Reevaluación de 2011
El valor más probable de TSI representativo del mínimo solar es 1360.9±0.5 W/m2, inferior al valor aceptado anteriormente de 1365.4±1.3 W/m2, establecido en la década de 1990. El nuevo valor proviene de las pruebas de laboratorio SORCE/TIM y radiométricas. La luz dispersa es la causa principal de los valores de irradiancia más altos medidos por satélites anteriores en los que la apertura de precisión se encuentra detrás de una mayor apertura que limita la visión. El TIM utiliza una apertura limitadora de visualización que es menor que la apertura de precisión que impide esta señal espire. La nueva estimación proviene de una mejor medida en lugar de un cambio en la producción solar.
Una división basada en un modelo de regresión de la proporción relativa de manchas solares e influencias faculares de los datos SORCE/TIM representa el 92% de la varianza observada y realiza un seguimiento de las tendencias observadas dentro de la banda de estabilidad de TIM. Este acuerdo proporciona más pruebas de que las variaciones de la TSI se deben principalmente a la actividad magnética de la superficie solar.
Las imprecisiones de los instrumentos añaden una incertidumbre significativa en la determinación del balance energético de la Tierra. El desequilibrio energético se ha medido de diferentes maneras (durante un mínimo solar profundo del 2005-2010) por ser +0.58±0.15 W/m2, +0.60±0.17 W/m2 y +0.85 W/m2. Las estimaciones del intervalo de medidas basadas en el espacio +3-7 W/m2. El valor TSI inferior de SORCE/TIM reduce esta discrepancia en 1W/m2. Esta diferencia entre el nuevo valor TIM inferior y las medidas anteriores de la TSI corresponde a un forzamiento climático de -0,8 W/m2, que es comparable al desequilibrio energético.

#### Reevaluación de 2014
En 2014 se desarrolló un nuevo compuesto ACRIM utilizando el registro ACRIM3 actualizado. Añadió correcciones para la dispersión y la difracción reveladas durante las pruebas recientes en TRF y dos actualizaciones de algoritmo. Las actualizaciones del algoritmo tienen en cuenta con mayor precisión el comportamiento térmico del instrumento y el análisis de los datos del ciclo del obturador. Estos corrigieron un componente de la señal espurio casi anual y aumentaron la ración señal-ruido, respectivamente. El efecto neto de estas correcciones redujo el valor medio del ACRIM3 TSI sin afectar a la tendencia del ACRIM Composite TSI.
Las diferencias entre los compuestos ACRIM y PMOD TSI son evidentes, pero la más significativa son las tendencias de mínimo a mínimo solar durante los ciclos solares 21-23. ACRIM halló un aumento del +0,037%/década desde 1980 a 2000 y una disminución posterior. En cambio, el PMOD presenta una disminución constante desde 1978. También se pueden observar diferencias significativas durante el pico de los ciclos solares 21 y 22. Éstas surgen de que ACRIM utiliza los resultados originales de la TSI publicados por los equipos del experimento de satélite mientras que el PMOD modifica significativamente algunos resultados para adaptarlos a modelos de proxy TSI específicos. Las implicaciones del aumento de la TSI durante el calentamiento global de las dos últimas décadas del siglo XX son que el forzamiento solar puede ser un factor marginalmente mayor en el cambio climático que el representado en los modelos climáticos de circulación general CMIP5.

## Irradiancia en la superficie terrestre

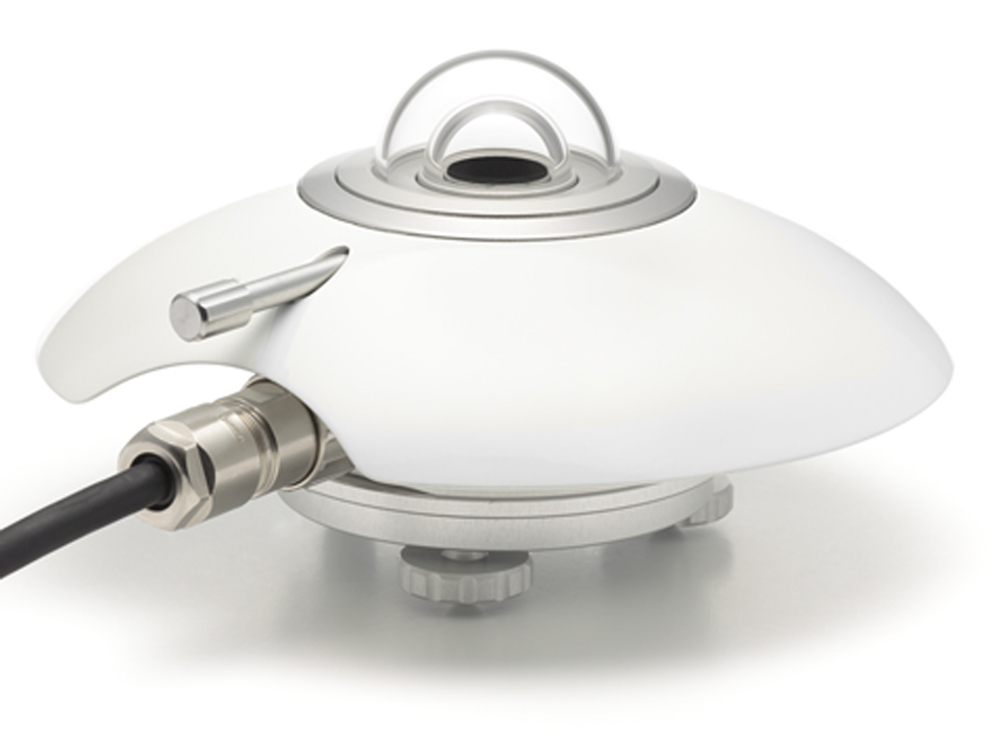
Un piranómetro, utilizado para medir la irradiancia global

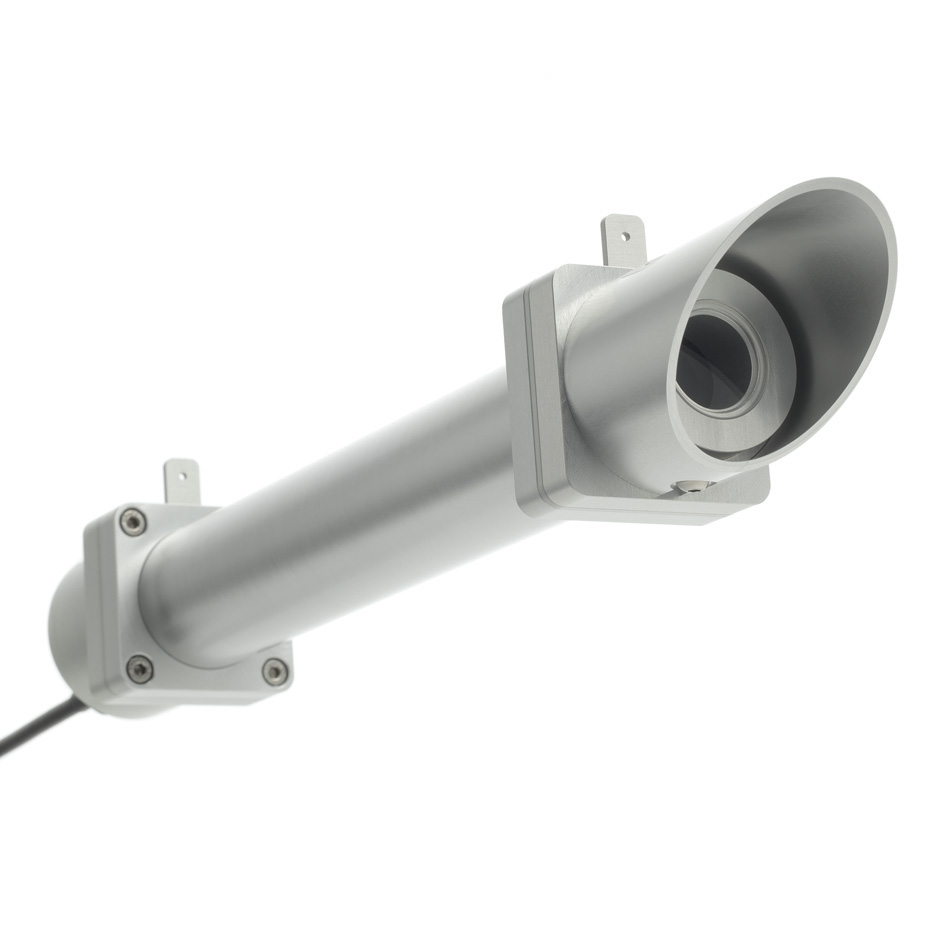
Un pireliómetro, montado en un seguidor solar, se utiliza para medir la irradiancia normal directa (o irradiancia del haz)

La radiación solar media anual que llega a la parte superior de la atmósfera terrestre es aproximadamente 1361 W/m2. Los rayos solares se atenúan cuando atraviesan la atmósfera, dejando la irradiancia superficial normal máxima a aproximadamente 1000 W/m2 al nivel del mar en un día claro. Cuando 1361 W/m2 está llegando por encima de la atmósfera (cuando el Sol está en zenit en un cielo sin nubes), el Sol directo es aproximadamente 1050 W/m 2, y la radiación global sobre una superficie horizontal a nivel del suelo es de aproximadamente 1120 W/m2.
Esta última cifra incluye la radiación dispersa o reemitida por la atmósfera y el entorno. La cifra real varía con el ángulo del Sol y las circunstancias atmosféricas. Ignorando las nubes, la insolación media diaria de la Tierra es aproximadamente 6 kWh/m2 = 21.6 MJ/m2.
La potencia de un panel fotovoltaico, por ejemplo, depende en parte del ángulo del Sol respecto al panel. Un sol es una unidad de flujo de potencia, no un valor estándar para la insolación real. A veces, esta unidad se conoce como sol, no debe confundirse con un sol, que significa un día solar.

### Absorción y reflexión

Espectro de irradiancia solar sobre la atmósfera y en la superficie

Parte de la radiación que llega a un objeto se absorbe y el resto se refleja. Normalmente, la radiación absorbida se convierte en energía térmica, aumentando la temperatura del objeto. Sin embargo, los sistemas artificiales o naturales pueden convertir parte de la radiación absorbida en otra forma como electricidad o enlaces químicos, como en el caso de las células fotovoltaicas o las plantas. La proporción de radiación reflejada es la reflectividad o albedo del objeto.

### Efecto de proyección

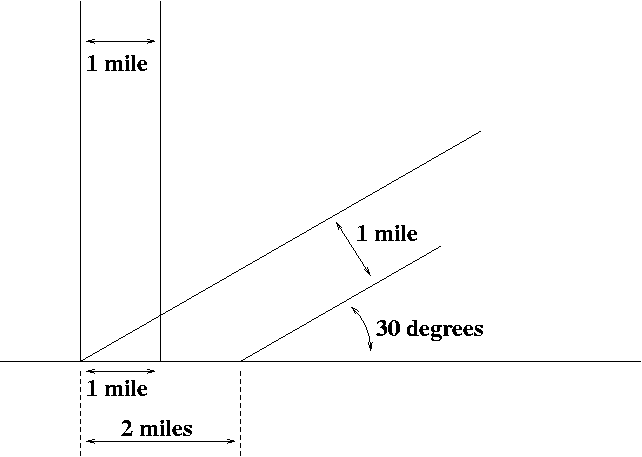
Efecto de proyección: un rayo de Sol de una milla de ancho brilla en el suelo con un ángulo de 90° y otro con un ángulo de 30°. El rayo de Sol oblicuo distribuye su energía luminosa sobre el doble de área.

La insolación en una superficie es mayor cuando la superficie se enfrenta directamente (es normal al Sol). A medida que el ángulo entre la superficie y el Sol se mueve de la normal, la insolación se reduce en proporción al coseno del ángulo; véase efecto del ángulo del Sol sobre el clima.
En la figura, el ángulo que se muestra es entre el suelo y el rayo de Sol más que entre la dirección vertical y el rayo de Sol; por tanto, el seno más que el coseno es apropiado. Un rayo de Sol de una milla de ancho llega directamente desde arriba, y otro con un ángulo de 30° con la horizontal. El seno de un ángulo de 30° es 1/2, mientras que el seno de un ángulo de 90° es 1. Por tanto, el rayo de Sol angulado distribuye la luz sobre el doble del área. En consecuencia, la mitad de la luz cae en cada milla cuadrada.
Este efecto de proyección es la razón principal por la que las regiones polares de la Tierra son mucho más frías que las regiones ecuatoriales. De media anual, los polos reciben menos insolación que el ecuador, porque los polos siempre están más lejos del Sol que los trópicos y, además, no reciben insolación alguna durante los seis meses de sus respectivos inviernos.

### Efecto de absorción
En un ángulo más bajo, la luz también debe viajar por más atmósfera. Esto le atenúa (por absorción y dispersión) reduciendo aún más la insolación en la superficie.
La atenuación se rige por la Ley de Beer-Lambert, es decir, que la transmitancia o fracción de insolación que llega a la superficie disminuye exponencialmente en la profundidad óptica o absorbancia (ambas nociones difieren sólo por un factor constante de ln(10) = 2.303) del camino de la insolación por la atmósfera. Para cualquier longitud corta del camino, la profundidad óptica es proporcional al número de absorbentes y dispersores a lo largo de esta longitud, normalmente aumentando con la disminución de la altitud. La profundidad óptica de todo el camino es entonces la integral (suma) de estas profundidades ópticas a lo largo del camino.
Cuando la densidad de los absorbentes está en capas, es decir, depende mucho más de la posición vertical que horizontal a la atmósfera, en una buena aproximación la profundidad óptica es inversamente proporcional a efectos de proyección, es decir, al coseno del ángulo cenital. Dado que la transmitancia disminuye exponencialmente con el aumento de la profundidad óptica, a medida que el Sol se acerca al horizonte llega un punto en el que la absorción domina la proyección durante el resto del día. Con un nivel relativamente alto de absorbentes, esto puede ser una parte considerable de la tarde y también de la madrugada. Por el contrario, en la ausencia total (hipotética) de absorción, la profundidad óptica se mantiene cero en todas las altitudes del Sol, es decir, la transmitancia se mantiene1, y por tanto sólo se aplica el efecto de proyección.

### Mapas de potencial solar
La evaluación y cartografía del potencial solar a nivel mundial, regional y nacional han sido objeto de un importante interés académico y comercial. Uno de los primeros intentos por llevar a cabo un mapeo integral del potencial solar para países individuales fue el proyecto Solar & Wind Resource Assessment (SWERA), financiado por el Programa de las Naciones Unidas para el Medio Ambiente y realizado por el National Renewable Energy Laboratory de EE. UU. Otros ejemplos incluyen los mapas globales de la National Aeronautics and Space Administration y otros institutos similares, muchos de los cuales están disponibles en el Atlas Global de Energías Renovables proporcionado por el International Renewable Energy Agency. Actualmente existen varias empresas comerciales para proporcionar datos de recursos solares a los desarrolladores de energía solar, como 3E, Clean Power Research, SoDa Solar Radiation Data, Solargis, Vaisala (anteriormente 3Tier) y Vortex, y estas empresas a menudo han proporcionado mapas de potencial solar por libre. En enero de 2017 el Banco Mundial lanzó el Global Solar Atlas, utilizando datos proporcionados por Solargis, para proporcionar una única fuente de datos solares de alta calidad, mapas y capas de GIS que cubran todos los países.

Mapas del potencial de GHI por región y país (Nota: los colores no son coherentes en los mapas)
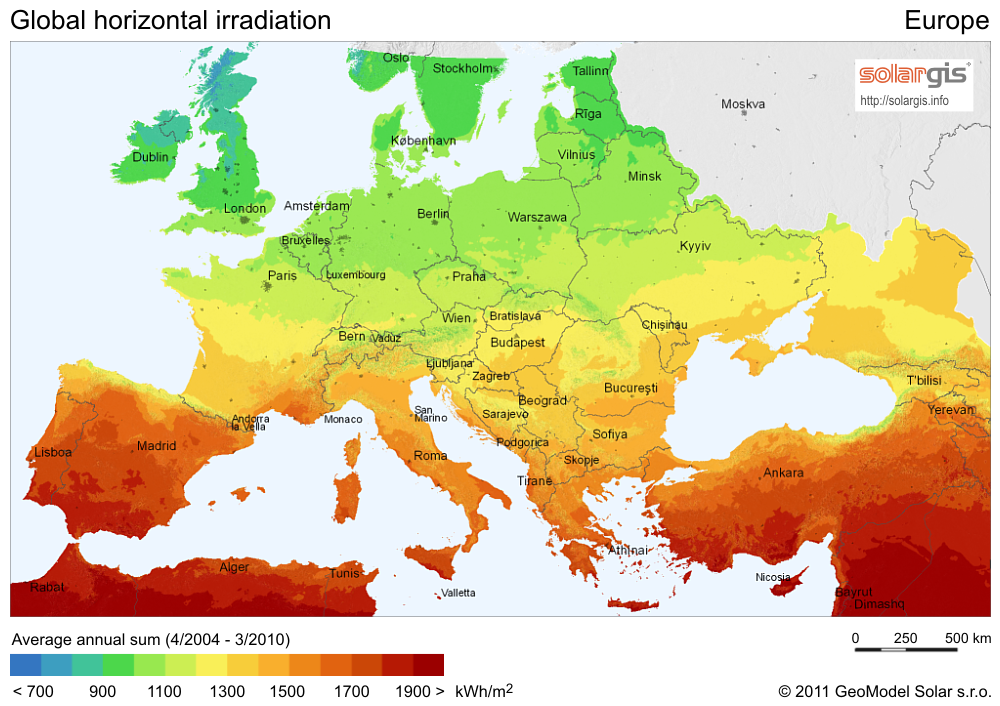
Europa
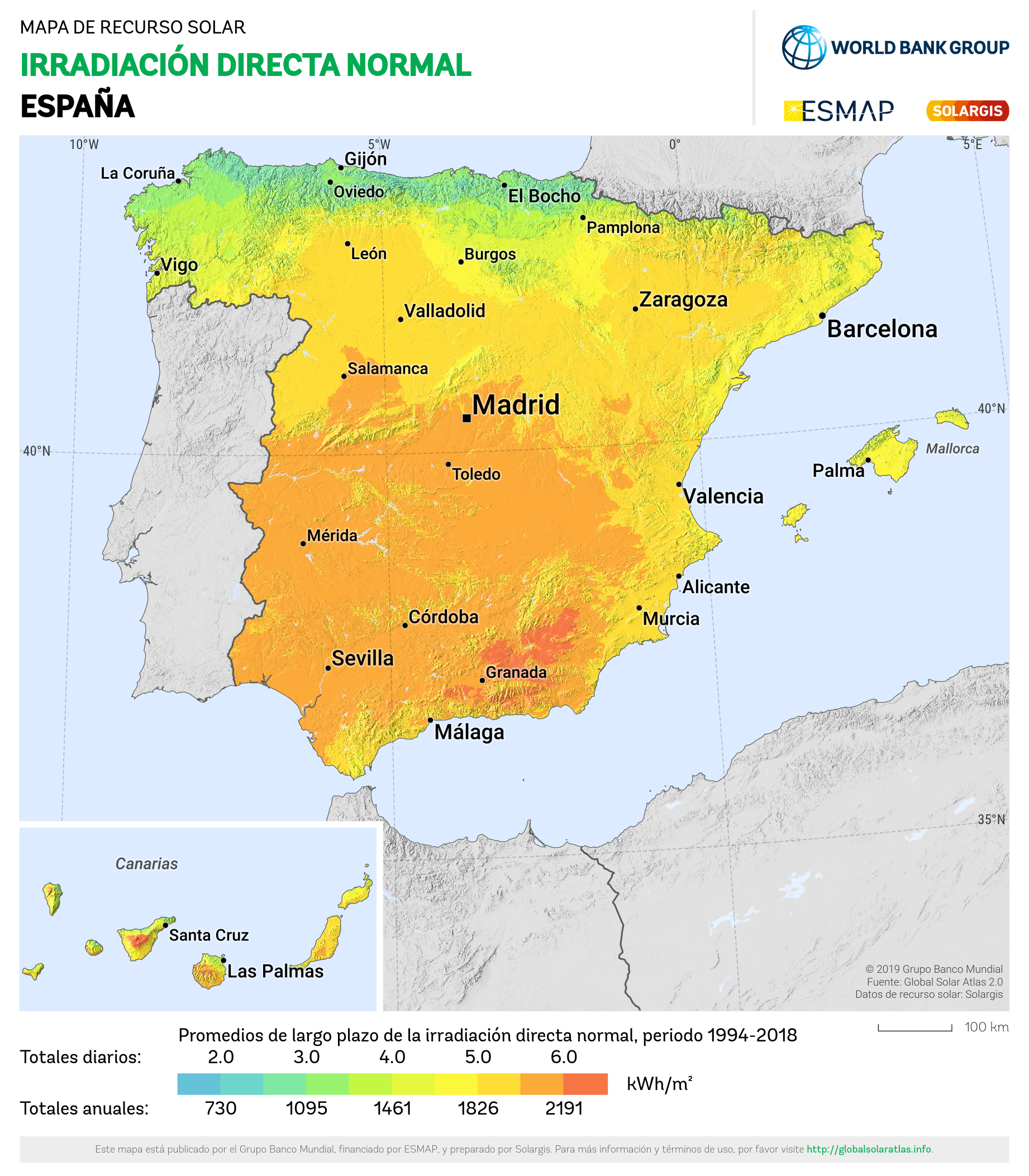
España
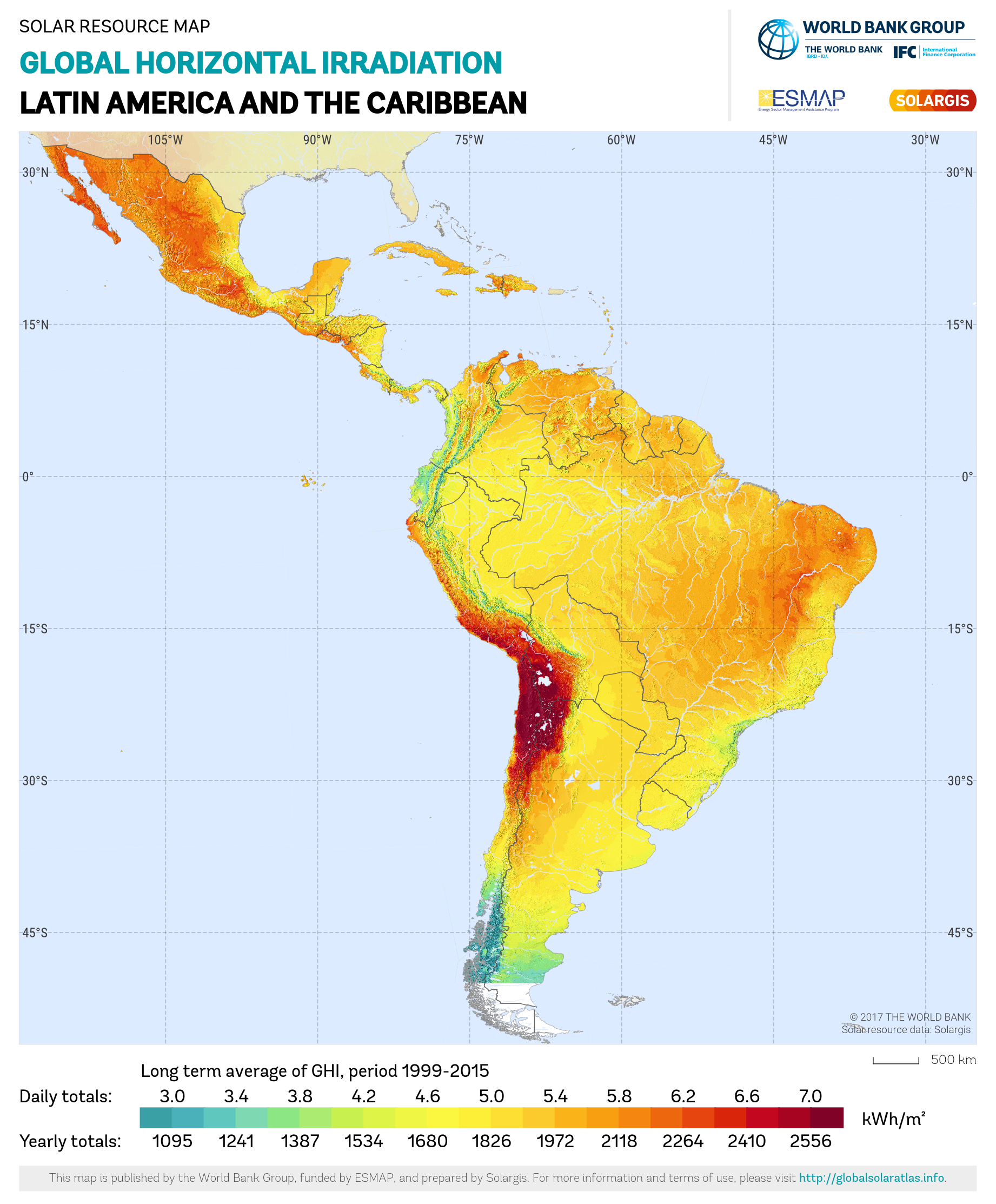
América Latina y el Caribe
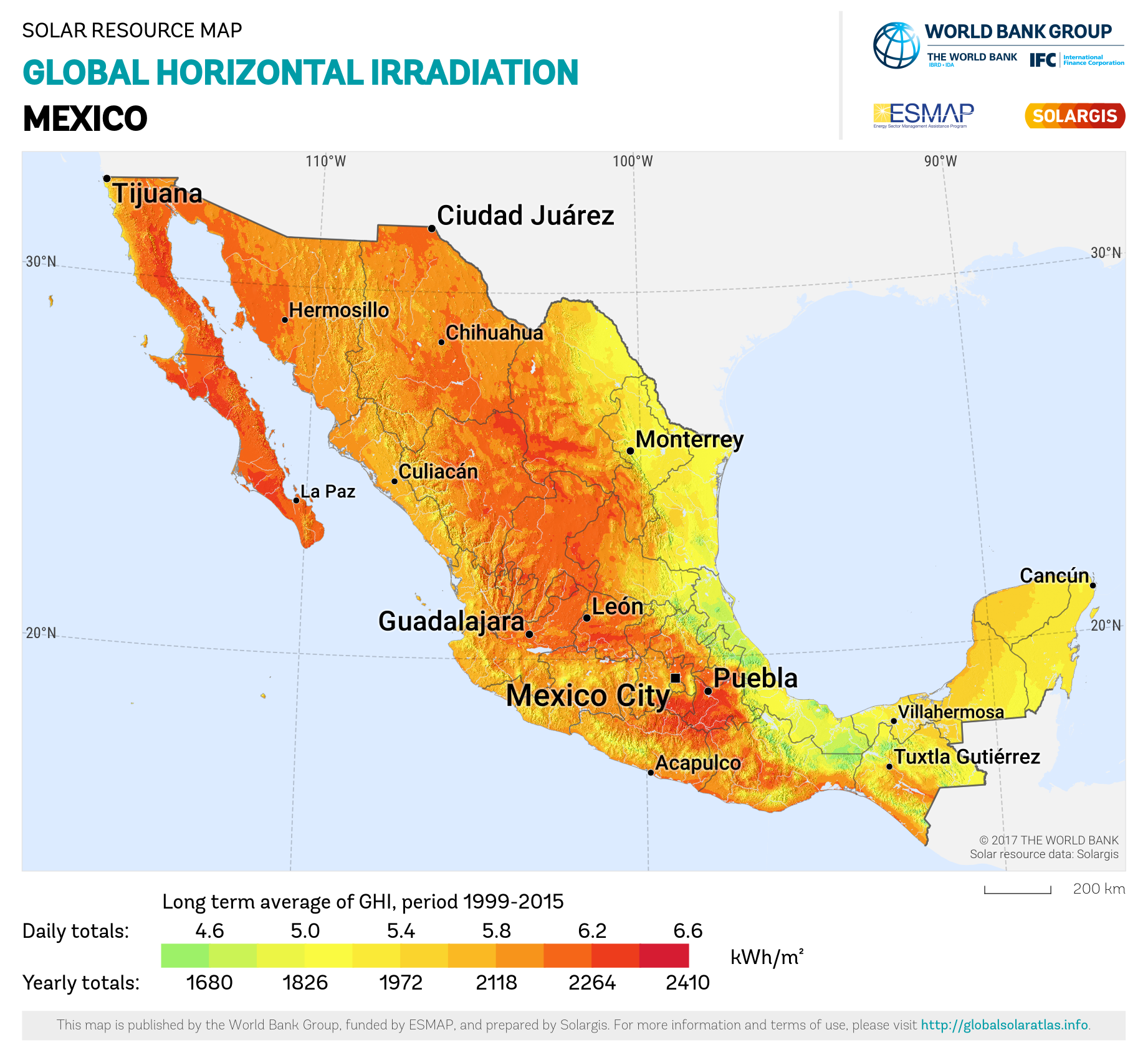
México

Los mapas de radiación solar se construyen utilizando bases de datos derivadas de imágenes de satélite, como por ejemplo con imágenes visibles del satélite Meteosat Prime. Se aplica un método en las imágenes para determinar la radiación solar. Un modelo de satélite a irradiancia bien validado es el modelo SUNY. La precisión de ese modelo está bien evaluada. Por lo general, los mapas de irradiación solar son precisos, especialmente para la irradiancia horizontal global.

## Aplicaciones
|                  | W/m2     | kW·h/(m2·día) | horas de Sol/día | kWh/(m2·año) | kWh/(kWp·año) |
| ---------------- | -------- | ------------- | ---------------- | ------------ | ------------- |
| W/m2             | 1        | 41.66666      | 41.66666         | 0.1140796    | 0.1521061     |
| kW·h/(m2·día)    | 0.024    | 1             | 1                | 0.0027379    | 0.0036505     |
| horas de Sol/día | 0.024    | 1             | 1                | 0.0027379    | 0.0036505     |
| kWh/(m2·año)     | 8.765813 | 365.2422      | 365.2422         | 1            | 1.333333      |
| kWh/(kWp·año)    | 6.574360 | 273.9316      | 273.9316         | 0.75         | 1             |

### Energía solar

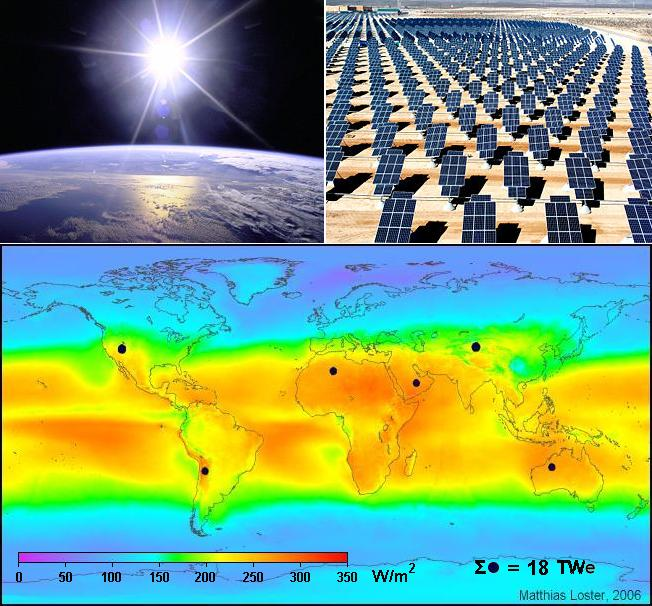
La luz solar transporta energía radiante a las longitudes de onda de la luz visible. Se puede desarrollar energía radiante para la generación de energía solar.

Las cifras de irradiación solar se utilizan para planificar el despliegue de los sistemas de energía solar.
En muchos países, las cifras pueden obtenerse a partir de un mapa de insolación o de tablas de insolación que reflejan datos de los 30-50 años anteriores.
Las diferentes tecnologías de energía solar pueden utilizar distintos componentes de la irradiación total. Mientras que los paneles fotovoltaicos solares son capaces de convertir en electricidad tanto la irradiación directa como la irradiación difusa, la energía solar concentrada sólo puede funcionar de manera eficiente con irradiación directa, haciendo que estos sistemas sean adecuados sólo en lugares con nubes relativamente bajas.
Dado que los paneles de colectores solares se montan casi siempre en un ángulo hacia el Sol, deben ajustarse las cifras de insolación para encontrar la cantidad de Sol que cae sobre el panel. Esto evitará que las estimaciones sean inexactamente bajas para el invierno e inexactamente altas para el verano. 
Esto también significa que la cantidad de Sol que cae sobre un panel solar a una latitud elevada no es tan baja en comparación con una en el ecuador como parecería sólo teniendo en cuenta la insolación en una superficie horizontal.
Los valores de la insolación horizontal oscilan entre 800–950 kWh/(kWp·año) en Noruega hasta 2.900 kWh/(kWp·año) en Australia. Pero un panel inclinado correctamente a 50° de latitud recibe 1.860 kWh/m2/año, en comparación con 2370 en el ecuador. De hecho, bajo cielo despejado, un panel solar colocado horizontalmente en el polo norte o sur en pleno verano recibe más luz solar durante 24 horas (coseno de ángulo de incidencia igual a seno(23,5°) o aproximadamente 0,40) que un panel horizontal en el ecuador en el equinoccio (coseno medio igual a 1/π o aproximadamente 0,32).
Los paneles fotovoltaicos se clasifican en condiciones estándar para determinar la calificación de Wp (vatios máximos), que después puede utilizarse con insolación, ajustada por factores como la inclinación, el seguimiento y la sombra, para determinar la potencia esperada.

### Edificios

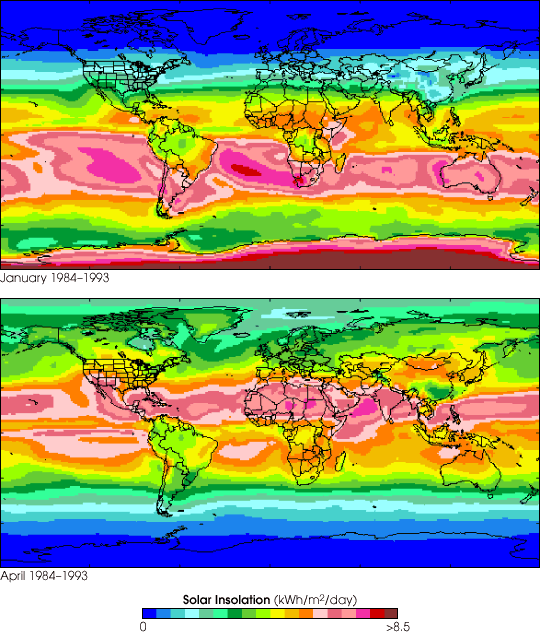
Variación de la insolación por mes; Medias de 1984-1993 de enero (arriba) y abril (abajo)

En la construcción, la insolación es una consideración importante a la hora de diseñar un edificio para un sitio determinado.
El efecto de proyección se puede utilizar para diseñar edificios que sean frescos en verano y cálidos en invierno, proporcionando ventanas verticales junto al edificio orientado al ecuador (la cara sur en el hemisferio norte o la cara norte en el hemisferio sur): esto maximiza la insolación en los meses de invierno cuando el Sol está bajo en el cielo y la minimiza en verano cuando el Sol está alto. (El camino norte/sur del Sol por el cielo abarca 47° durante todo el año).

### Ingeniería civil
En ingeniería civil e hidrología, los modelos numéricos de escorrentía de la honda de nieve utilizan observaciones de la insolación.
Esto permite estimar la velocidad a la que se libera el agua de un manto de nieve que se derrite.
La medida del campo se consigue con un piranómetro.

### Investigación climática
La irradiación tiene un papel importante en la modelación climática y la predicción del tiempo. Una radiación global limpia media distinta de cero en la parte superior de la atmósfera es indicativa del desequilibrio térmico de la Tierra impuesto por el forzamiento climático.
Se desconoce el impacto del menor valor de la TSI de 2014 en los modelos climáticos. Normalmente, se considera que un cambio de pocas décimas de porcentaje en el nivel absoluto de la TSI tiene consecuencias mínimas para las simulaciones climáticas. Las nuevas medidas requieren de ajustes de los parámetros del modelo climático.
Los experimentos con GISS Modelo 3 investigaron la sensibilidad del rendimiento del modelo al valor absoluto de la TSI durante las épocas actuales y preindustriales y describen, por ejemplo, cómo la reducción de la irradiancia se divide entre la atmósfera y la superficie y los efectos sobre la radiación saliente.
Evaluar el impacto de los cambios de irradiancia a largo plazo sobre el clima requiere una mayor estabilidad de los instrumentos combinado con observaciones fiables de la temperatura de la superficie global para cuantificar los procesos de respuesta climática al forzamiento radiativo a escalas de tiempo decenales. El aumento de la irradiancia observado del 0,1% se imparte 0.22 W/m2 de forzamiento climático, que sugiere una respuesta climática transitoria de 0.6 °C por W /m2. Esta respuesta es mayor en un factor de 2 o más que en los modelos de 2008 evaluados por el IPCC, posiblemente apareciendo en la absorción de calor de los modelos por el océano.

### Refrigeración global
Medir la capacidad de una superficie para reflejar la irradiación solar es esencial para el refrigeramiento radiativo pasivo diurno, que se ha propuesto como un método para revertir los aumentos de temperatura locales y globales asociados al calentamiento global. Para medir la potencia de refrigeración de una superficie de refrigeración radiativa pasiva, deben cuantificarse tanto las potencias absorbidas de las radiaciones atmosféricas como las solares. En un día despejado, la irradiación solar puede llegar a 1000 W/m2 con un componente difuso entre 50-100 W/m2. En promedio, se ha estimado la potencia de refrigeración de una superficie de refrigeración radiativa diurna pasiva en ~100-150 W/m2.

### Espacio exterior
La insolación es la variable principal que afecta a la temperatura de equilibrio en el diseño de la nave espacial y la planetología.
La medida de la actividad solar y la irradiancia es una preocupación para los viajes espaciales. Por ejemplo, la agencia espacial estadounidense, NASA, lanzó su Solar Radiation and Climate Experiment (SORCE) con monitores de irradiación solares.